# Selección de fútbol playa de las Islas Salomón

La selección de fútbol playa de las Islas Salomón es el equipo representativo de dicho país en las competiciones internacionales. Está regida por la Federación de Fútbol de las Islas Salomón, miembro de la OFC y de la FIFA.

## Estadísticas

### Copa Mundial de Fútbol Playa FIFA
| Copa Mundial de Fútbol Playa FIFA | Copa Mundial de Fútbol Playa FIFA | Copa Mundial de Fútbol Playa FIFA | Copa Mundial de Fútbol Playa FIFA | Copa Mundial de Fútbol Playa FIFA | Copa Mundial de Fútbol Playa FIFA | Copa Mundial de Fútbol Playa FIFA | Copa Mundial de Fútbol Playa FIFA |
| Año                               | Ronda                             | J                                 | G                                 | G+                                | P                                 | GF                                | GC                                |
| --------------------------------- | --------------------------------- | --------------------------------- | --------------------------------- | --------------------------------- | --------------------------------- | --------------------------------- | --------------------------------- |
| 2005                              | No participó                      | No participó                      | No participó                      | No participó                      | No participó                      | No participó                      | No participó                      |
| 2006                              | Fase de grupos                    | 3                                 | 1                                 | 0                                 | 2                                 | 12                                | 26                                |
| 2007                              | Fase de grupos                    | 3                                 | 0                                 | 0                                 | 3                                 | 7                                 | 22                                |
| 2008                              | Fase de grupos                    | 3                                 | 1                                 | 0                                 | 2                                 | 14                                | 23                                |
| 2009                              | Fase de grupos                    | 3                                 | 1                                 | 0                                 | 2                                 | 2                                 | 9                                 |
| 2011                              | No clasificó                      | No clasificó                      | No clasificó                      | No clasificó                      | No clasificó                      | No clasificó                      | No clasificó                      |
| 2013                              | Fase de grupos                    | 3                                 | 1                                 | 0                                 | 2                                 | 13                                | 15                                |
| 2015                              | No participó                      | No participó                      | No participó                      | No participó                      | No participó                      | No participó                      | No participó                      |
| 2017                              | No participó                      | No participó                      | No participó                      | No participó                      | No participó                      | No participó                      | No participó                      |
| 2019                              | No clasificó                      | No clasificó                      | No clasificó                      | No clasificó                      | No clasificó                      | No clasificó                      | No clasificó                      |
| 2021                              | No clasificó                      | No clasificó                      | No clasificó                      | No clasificó                      | No clasificó                      | No clasificó                      | No clasificó                      |
| 2024                              | No clasificó                      | No clasificó                      | No clasificó                      | No clasificó                      | No clasificó                      | No clasificó                      | No clasificó                      |
| Total                             | 5/12                              | 15                                | 4                                 | 0                                 | 11                                | 55                                | 105                               |

### Copa de las Naciones de la OFC
| Copa de las Naciones de la OFC | Copa de las Naciones de la OFC | Copa de las Naciones de la OFC | Copa de las Naciones de la OFC | Copa de las Naciones de la OFC | Copa de las Naciones de la OFC | Copa de las Naciones de la OFC | Copa de las Naciones de la OFC |
| Año                            | Ronda                          | J                              | G                              | G+                             | P                              | GF                             | GC                             |
| ------------------------------ | ------------------------------ | ------------------------------ | ------------------------------ | ------------------------------ | ------------------------------ | ------------------------------ | ------------------------------ |
| 2006                           | Campeón                        | 4                              | 3                              | 0                              | 1                              | 26                             | 13                             |
| 2007                           | Campeón                        | 4                              | 3                              | 0                              | 1                              | 16                             | 12                             |
| 2009                           | Campeón                        | 4                              | 3                              | 0                              | 1                              | 18                             | 8                              |
| 2011                           | Subcampeón                     | 3                              | 2                              | 0                              | 1                              | 15                             | 8                              |
| 2013                           | Campeón                        | 2                              | 2                              | 0                              | 0                              | 14                             | 3                              |
| 2019                           | Subcampeón                     | 5                              | 3                              | 0                              | 2                              | 22                             | 18                             |
| 2023                           | Subcampeón                     | 4                              | 2                              | 0                              | 2                              | 24                             | 23                             |
| Total                          | 7/7                            | 26                             | 18                             | 0                              | 8                              | 135                            | 85                             |

## Palmarés
- Copa de las Naciones de la OFC de Fútbol Playa (4): 2006, 2007, 2009 y 2013.